# Jenílson Ângelo de Souza
Jenílson Ângelo de Souza, známý jako Júnior (20. června 1973, Santo Antônio de Jesus, Brazílie) je bývalý brazilský fotbalový obránce a reprezentant.
Mimo Brazílie hrál v Itálii. Vítěz MS 2002 v Japonsku a Jižní Koreji.